# Eupithecia canariata
Eupithecia canariata är en fjärilsart som beskrevs av Rudolf Pinker 1965. Eupithecia canariata ingår i släktet Eupithecia och familjen mätare. Inga underarter finns listade i Catalogue of Life.